# Schlaatz
Schlaatz è un quartiere della città tedesca di Potsdam.